# Denver Open 1977
Il Denver Open 1977 è stato un torneo di tennis giocato sul sintetico indoor. È stata la 6ª edizione del torneo che fa parte del Colgate-Palmolive Grand Prix 1977. Si è giocato a Denver negli USA dal 18 al 24 aprile 1977.

## Partecipanti

### Teste di serie
| Nazionalità | Giocatore         | Ranking | Testa di serie |
| ----------- | ----------------- | ------- | -------------- |
| Svezia      | Björn Borg        | 2       | 1              |
| Stati Uniti | Brian Gottfried   | 10      | 2              |
| Stati Uniti | Roscoe Tanner     | 11      |                |
| Stati Uniti | Stan Smith        | 16      |                |
| Cile        | Jaime Fillol      | 24      |                |
| Australia   | Mark Edmondson    | 35      |                |
| Australia   | Phil Dent         | 37      |                |
| Svezia      | Ove Nils Bengtson | 43      |                |

## Campioni

### Singolare maschile
Björn Borg ha battuto in finale  Brian Gottfried con il punteggio di 7–5, 6–2

### Doppio maschile
Colin Dibley /  Geoff Masters hanno battuto in finale  Syd Ball /  Kim Warwick con il punteggio di 6–2, 6–3